# كاثرين إينسورث
كاثرين إينسورث (بالإنجليزية: Kathryn Ainsworth)‏ هي لاعبة كرة الشبكة أسترالية، ولدت في 1985.